# Salvatierra de Santiago
Salvatierra de Santiago – gmina w Hiszpanii, w prowincji Cáceres, w Estramadurze, o powierzchni 33,4 km². W 2011 roku gmina liczyła 304 mieszkańców.